# 高橋利恵子
高橋 利恵子（たかはし りえこ、1998年3月20日 - ）は、日本の女子ゴールボール選手。ポジションはセンター。筑波大学大学院/Merveilles所属。ゴールボール女子日本代表選手。
広島県広島市安佐南区出身。広島県立広島中央特別支援学校中学部を卒業後、筑波大学附属視覚特別支援学校に進学。2年生のとき、同校のゴールボール部から声をかけられ、競技を始める。3年生時は大学受験のため競技から離れたが、2016年筑波大学進学を機に再開。2018年、ゴールボール女子日本代表に選出され、世界選手権に出場した時のポジションはライトだったが、日本代表チームヘッドコーチの市川喬一は、高橋の高い守備力を日本代表選出の理由とし、大会中にトルコのエース、セブダ・アルトノロクからディフェンスを称賛されるなど、ディフェンスで高評価を受けていた。世界選手権後は徐々にディフェンスの要、センターでの起用が増え、2019年のアジアパシフィック選手権は全7試合にフル出場し、優勝した。2020年、筑波大学人間学群障害科学類を卒業し、筑波大学大学院人間総合科学学術院人間総合科学研究群博士前期課程障害科学学位プログラムに進学。2021年、東京パラリンピックに出場し、銅メダル獲得に貢献した。